# Anthostomella caricis
Anthostomella caricis är en svampart som beskrevs av S.M. Francis 1975. Anthostomella caricis ingår i släktet Anthostomella och familjen kolkärnsvampar.   Inga underarter finns listade i Catalogue of Life.